# سرقويتي بيجي
سرقويتي بيجي (بالصينية:顯懿莊聖皇后) هي زوجة تولي خان ابن جنكيز خان وأم هولاكو خان ومونكو خان وقوبلاي خان وآريق بوك. اعتنقت الديانة المسيحية على مذهب النسطورية. هي شقيقة اوانج خان الحاكم الأخير لكرائيت وكانت تعد أكبر خاتونا للمغول.